# Акімов Іван Миколайович
Іван Миколайович Акімов (рос. Иван Николаевич Акимов; 7 березня 1987, м. Ленінград, Росія) — російський хокеїст, центральний нападник. Виступає за «Титан» (Клин) у Вищій хокейній лізі. 
Вихованець хокейної школи СКА (Санкт-Петербург). Виступав за СКА (Санкт-Петербург), «Спартак» (Санкт-Петербург), «Нафтовик» (Альметьєвськ), ХК «Бєлгород», ХК ВМФ (Санкт-Петербург), «Віру-Супутник» (Кохтла-Ярве), Хімік-СКА (Новополоцьк).